# Jungang-dong, Dongducheon
Jungang-dong (koreanska: 중앙동) är en stadsdel i staden Dongducheon i provinsen Gyeonggi i den norra delen av Sydkorea, 40 km norr om huvudstaden Seoul.